# Fishers
Fishers je město v Hamilton County v americké Indianě. Podle sčítání lidu v roce 2020 ve městě žilo přibližně 99 tisíc obyvatel. Město se rychle rozrostlo, v roce 1963 ve městě žilo asi 350 lidí, v roce 1980 asi 2000 lidí a ještě v roce 1990 pouze okolo 7500 lidí.
Městská práva Fishers získalo v roce 2015. Starostou je od roku 2014 Scott Fadness (k 2024). Město sousedí s Indianapolis, největším městem ve státě.